# 田中貞四郎
田中 貞四郎（たなか さだしろう、生没年不詳）は、江戸時代前期の武士。赤穂藩浅野氏の家臣。
赤穂藩主・浅野長矩の近習として片岡高房や礒貝正久に次いで寵愛を受けていた。元禄13年（1700年）の『赤穂分限帳』には150石手廻者頭とある。元禄14年（1701年）3月14日、浅野長矩が吉良義央に殿中刃傷に及んだ際にも長矩にお供して江戸にいた。長矩の切腹後、片岡・磯貝らとともにその遺体を引き取り、泉岳寺に埋葬し、その墓前で髻を切って吉良の首級をあげることを誓ったメンバーの一人である。
その後も片岡らと行動をともにし、3月20日には同志を募るために江戸をたち、30日に赤穂に入った。しかし、赤穂城中では殉死切腹が主流になっており、吉良へのかたき討ちを唱える3人とは意見がかみ合わなかった。結局、3人は大石良雄の盟約には加わらずに江戸へ戻っていった。堀部武庸ら江戸急進派と合流しようとしたが、こちらとも上手くいかず3人は孤立した。その後、元禄15年（1702年）3月に大石良雄に派遣された吉田兼亮が江戸下向した際にようやく大石の傘下に合流し、江戸急進派とも和解する。
しかし、片岡と磯貝は主君浅野長矩から受けた寵愛を忘れることなく仇討ちを志し続けたが、田中は酒に溺れ、梅毒でその形相もすっかり変わるほど堕落した。ついには自分の命も惜しくなり、討ち入りの1ヶ月ほど前の11月7日付けの書状で脱盟する旨を大石に伝えて一党を去った。その後の消息は不明である。